# Lo (Belgique)
Pour les articles homonymes, voir LO.
Lo, également écrit Loo, est une section de la ville belge de Lo-Reninge située en Région flamande dans la province de Flandre-Occidentale. Elle est connue pour le Caesarsboom (« Arbre de César » en flamand occidental), un if classé monument historique qui est réputé avoir plus de 2 000 ans. C'est une commune à part entière avant la fusion des communes de 1977.

## Démographie

### Évolution démographique
- Sources : INS, Rem. : 1831 jusqu'en 1970 = recensements, 1976 = nombre d'habitants au 31 décembre[2].
- Remarque: 1970 et 1976 y compris Pollinkhove

## Histoire
Loo était située sur un très ancien chemin, qualifié parfois de voie romaine, parfois de voie encore plus ancienne, joignant Loo à Looberghe et appelé Looweg. Des auteurs ont avancé l'idée qu'il pourrait s'agir d'une portion d'une voie joignant Bruges à Wissant. Il passe à Hondschoote, Crochte et Drincham. Il pourrait s'agir d'un chemin établi sur les rives des marais qu'était alors la Flandre maritime.
En 1239, les abbés de l'abbaye Saint-Nicolas de Furnes, de l'abbaye de Watten et de l'abbaye d'Eversam, déclarent que le chevalier Philippe, vicomte de Loo et sa femme Marguerite ont donné à l'église de Loo un droit de pêche dans toutes les eaux entre Verskendiec et Reinghersdiec.
En 1256, Michel prévôt de l'abbaye de Watten est arbitre avec le bailli de Furnes, Chrétien de Zwarte, et un religieux de l'abbaye des Dunes, pour terminer un litige entre le chapitre de Loo (il existe donc à cette époque un chapitre de chanoines) à Loo) et la commune, (échevins, marguilliers, paroissiens), de la paroisse à propos de travaux à effectuer dans l'église Saint-Pierre.

## Patrimoine religieux
- Abbaye Saint-Pierre de Lo

- Église Saint-Pierre

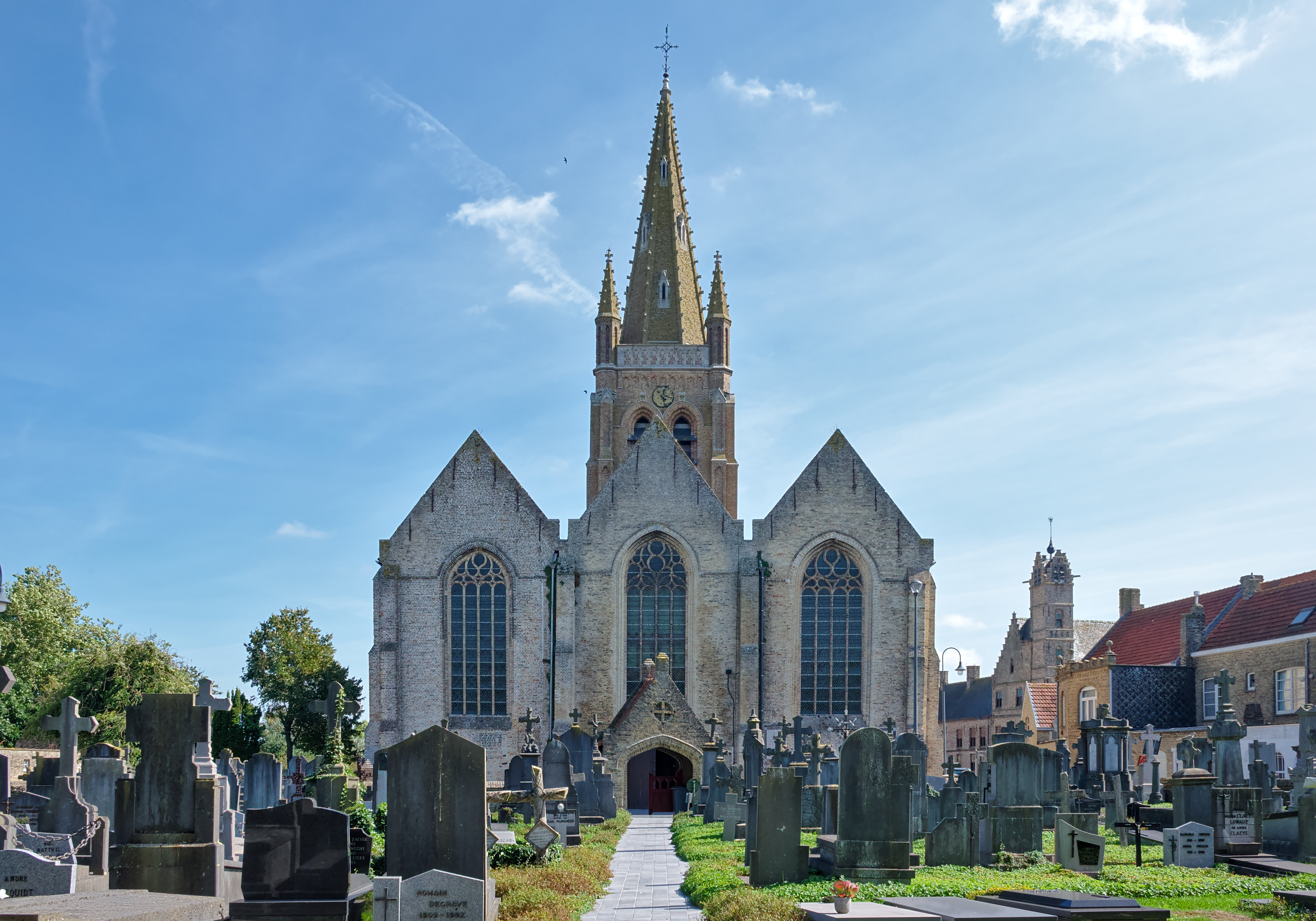
L'église Saint-Pierre

Avec sa façade tripartite et sa flèche octogonale à crochets, elle est du type halle-kerk. Elle témoigne de l'abbaye passée.
- Colombier

Construit en 1070[Passage contradictoire], c'est une relique monastique, où sont aménagées 1 132 niches.
- Couvent des sœurs grises

Le musée installé dans le couvent contient notamment de précieux ornements sacerdotaux et des pièces d'orfèvrerie provenant de l'ancienne abbaye Saint-Pierre.

## Autre patrimoine
- Le beffroi de Lo est repris au Patrimoine mondial de l'UNESCO depuis 1999.
- La biscuiterie Jules Destrooper s'y trouve ainsi que le musée de celle-ci.

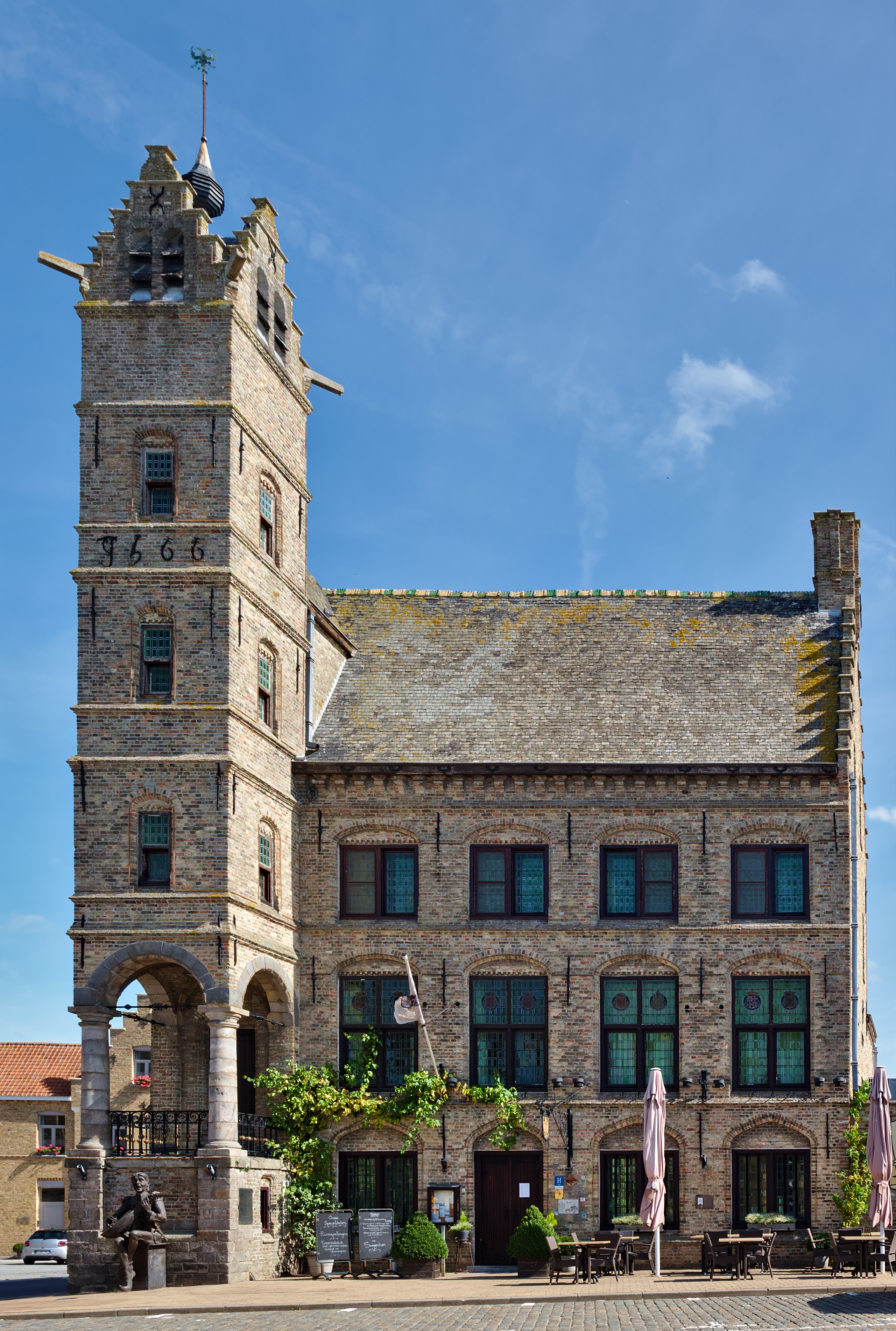
Beffroi de Lo
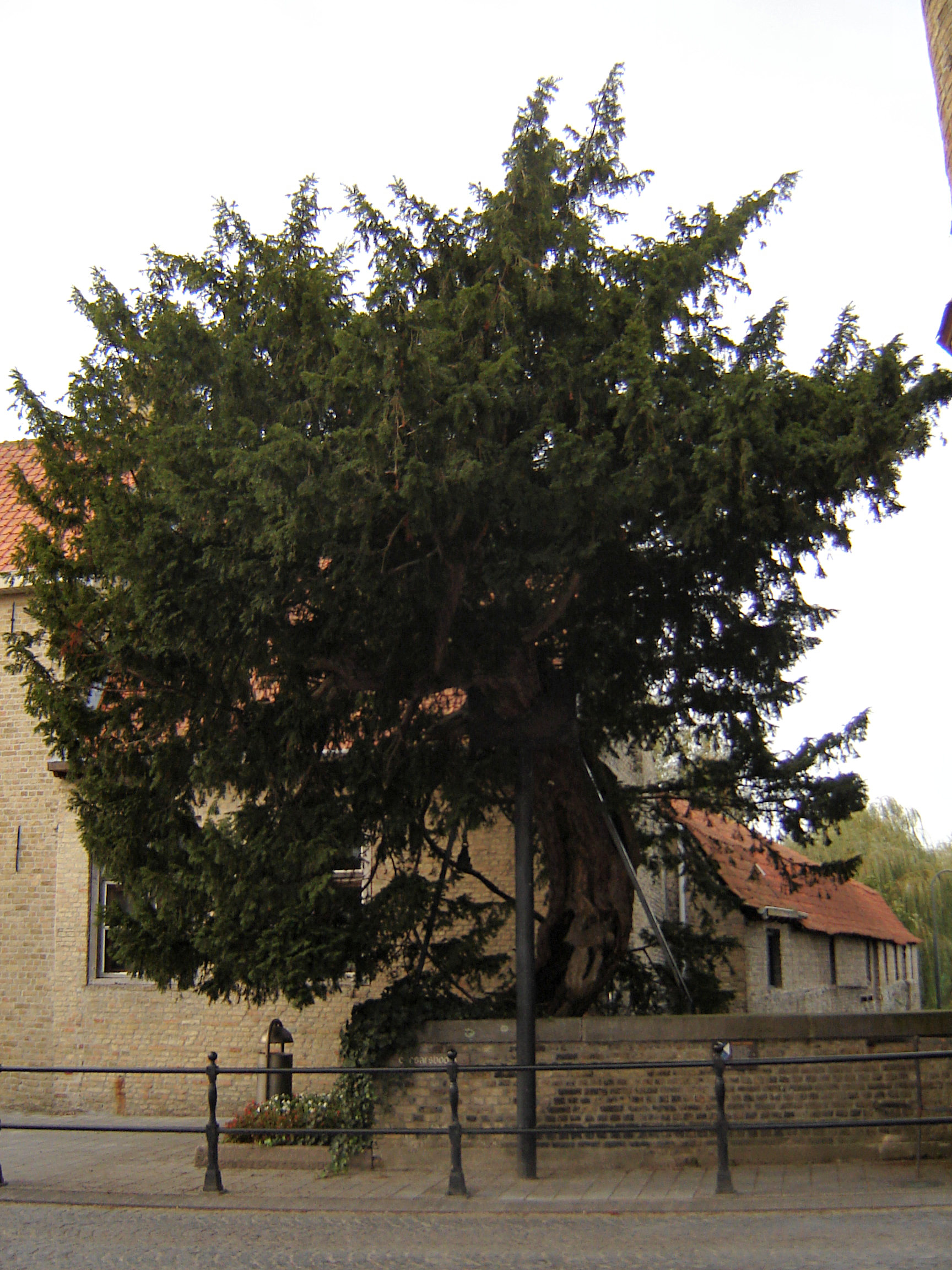
Le Caesarsboom à l'entrée de la cité